# 砥上裕將
砥上 裕將（とがみ ひろまさ、1984年 - ）は、日本の水墨画家、小説家。福岡県生まれ。

## 経歴・人物
2018年に『黒白の花蕾』で第59回メフィスト賞を受賞し、2019年6月に『線は、僕を描く』に改題して小説家デビュー。『線は、僕を描く』は堀内厚徳の作画によって『週刊少年マガジン』で漫画化連載された（コミックス全4巻完結）。また同作は第3回ブランチBOOK大賞2019を受賞。第17回キノベス!2020では6位となった。2020年、第17回本屋大賞にもノミネートされている。

## 作品リスト

### 単著
シリーズ名は本記事のために便宜上付けたもの。

#### 「線は、僕を描く」シリーズ
- 『線は、僕を描く』（講談社、2019年7月 / 講談社文庫、2021年10月）
- 『一線の湖』（講談社、2023年12月）[6]

#### 「7.5グラムの奇跡」シリーズ
- 『7.5グラムの奇跡』（講談社、2021年10月 / 講談社文庫、2024年12月）
  - 収録作品：盲目の海に浮かぶ孤島 / 瞳の中の月 / 夜の虹 / 面影の輝度 / 光への瞬目
- 『11ミリのふたつ星~視能訓練士 野宮恭一~』（講談社、2024年12月）
  - 収録作品：さまよう星 / 礁湖を泳ぐ / 向日葵の糖度 / チェリーレッドスポット / 11ミリのふたつ星

### アンソロジー
「」内が砥上裕將の作品
- 『Day to Day』（講談社、2021年3月）「4/12」※エッセイ
- 『だから捨ててと言ったのに』（講談社、2025年1月）「母の簞笥」

### 雑誌掲載作品
小説
- 「盲目の海に浮かぶ孤島を探して」 - 『メフィスト』2020年 vol.2（2020年8月、講談社）
- 「瞳の中の月」 - 『メフィスト』2020年 vol.3（2020年12月、講談社）
- 「どら焼きと菊」 - 『小説現代』2022年11月号（講談社） - 『線は、僕を描く』後日談[7]

エッセイなど
- 「『線は、僕を描く』あとがきのあとがき」 - 『メフィスト』2019年 vol.2（2019年8月、講談社）
- 「「言葉が出てきてはいけない世界」を小説に描くということ」 - 『文蔵』163号（2019年9月、PHP研究所）
- 「第59回メフィスト賞受賞作『線は、僕を描く』5万部突破! サインを描く旅」 - 『本』2020年1月号（講談社）
- 「一つのことに集中して生きる幸せが世の中にはあると思うんです」 - 『別冊文藝春秋』2020年3月号（文藝春秋）
- 「〆切めし」 - 『小説現代』2021年4月号（講談社）
- 「のりがたり」 - 『小説すばる』2022年3月号（集英社）

### インタビュー・対談
- 『線は、僕を描く 横浜流星が生きた水墨の世界』（講談社、2022年9月） - 横浜流星との対談

## 映像化作品

### 映画
- 線は、僕を描く（2022年10月21日公開、配給：東宝、監督：小泉徳宏、主演：横浜流星）[8]